# Ахмед Хеґазі (футболіст)
Ахмед Хеґазі (араб. أحمد حجازي, нар. 25 січня 1991, Ісмаїлія) — єгипетський футболіст, захисник саудівського клубу «Аль-Іттіхад» та національної збірної Єгипту.

## Клубна кар'єра
Народився 25 січня 1991 року в місті Ісмаїлія. Вихованець футбольної школи клубу «Ісмайлі». Дорослу футбольну кар'єру розпочав 2009 року в основній команді того ж клубу, в якій провів три сезони, взявши участь у 28 матчах чемпіонату.

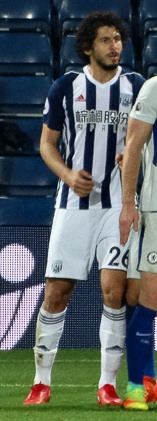
Ахмед Хеґазі під час виступів за «Вест-Бромвіч Альбіон». 2017 рік.

У грудні 2011 року італійська «Фіорентина» викупила трансфер Ахмеда за 1,5 млн євро. 18 листопада 2012 року в матчі проти «Аталанти» він дебютував у Серії А, замінивши у другому таймі Факундо Ронкалью. 28 листопада в поєдинку Кубку Італії проти «Юве Стабія» Хегазі забив свій перший гол за «фіалок». У тому ж році Ахмед отримав травму, яка залишила його поза грою на півроку. У вересні 2013 року він зазнав нової травми, що вивела його на 6 місяців, змусивши його пропустити більшу частину сезону. В результаті єгиптянин так і не закріпився в складі флорентійців і на початку 2015 року для отримання ігрової практики перейшов в «Перуджу» з Серії B, зігравши до кінця сезону 10 матчів у чемпіонаті.
1 вересня 2015 року Хегазі повернувся на батьківщину, ставши гравцем «Аль-Аглі», де провів два сезони, виграючи в кожному з них чемпіонат Єгипту.
17 липня 2017 року Ахмед на правах оренди перейшов у англійський «Вест Бромвіч Альбіон». 12 серпня в матчі проти «Борнмута» він дебютував у англійській Прем'єр-лізі. У цьому ж поєдинку Хегазі забив свій перший гол за «Вест Бромвіч Альбіон» і був визнаний гравцем матчу. У наступному матчі, в якому ВБА переміг «Бернлі», Хегазі отримав цю нагороду другий раз поспіль, а клуб провів свій найкращий старт у Прем'єр-лізі з сезону 1978/79 років. 18 грудня 2017 року «Вест Бром» вирішив підписати Хегазі на постійній основі, втім за результатами того сезону клуб зайняв останнє 20 місце і вилетів до Чемпіоншипа.

## Виступи за збірні
Протягом 2009–2012 років залучався до складу молодіжної збірної Єгипту. У 2009 році її у складі Хегазі взяв участь в домашньому молодіжному чемпіонаті світу, де зіграв у двох матчах. Через два роки Хегазі став бронзовим призером юнацького чемпіонату Африки, а потім вдруге взяв участь у молодіжному чемпіонаті світу у Колумбії. На турнірі він зіграв у чотирьох матчах і у поєдинку проти Панами (1:0) забив переможний гол. Всього на молодіжному рівні зіграв у 26 офіційних матчах, забив 3 голи.
У 2012 році захищав кольори олімпійської збірної Єгипту на Олімпійських іграх 2012 року у Лондоні, де провів 4 матчі.
14 листопада 2011 року в товариському матчі проти збірної Бразилії Хегазі дебютував у складі національної збірної Єгипту. 4 червня 2013 року в поєдинку проти збірної Ботсвани Хегазі забив свій перший гол за національну команду. 
У складі збірної був учасником Кубка африканських націй 2017 року у Габоні, на якому не пропустивши жодної хвилини він допоміг своїй команді дійти до фіналу, за що за підсумками турніру потрапив у символічну збірну Кубка.
Наступного року у складі збірної був учасником чемпіонату світу 2018 року у Росії, де також був основним, зігравши у всіх трьох матчах, але його команда програла усі матчі і не вийшла в плей-оф.
Наразі провів у формі головної команди країни 86 матчів, забивши 2 голи.
| Дата       | Місто                         | Господарі         | Результат               | Гості                | Турнір                                      | Голи | Примітки |
| ---------- | ----------------------------- | ----------------- | ----------------------- | -------------------- | ------------------------------------------- | ---- | -------- |
| 03-09-2011 | Фрітаун                       | Сьєрра-Леоне      | 2 – 1                   | Єгипет               | Відбір до Кубка африканських націй 2012     | -    |          |
| 08-10-2011 | Каїр                          | Єгипет            | 3 – 0                   | Нігер                | Відбір до Кубка африканських націй 2012     | -    |          |
| 14-11-2011 | Доха                          | Бразилія          | 2 – 0                   | Єгипет               | товариський матч                            | -    |          |
| 29-03-2012 | Омдурман                      | Єгипет            | 2 – 1                   | Уганда               | товариський матч                            | -    | 59'      |
| 31-03-2012 | Омдурман                      | Єгипет            | 4 – 0                   | Чад                  | товариський матч                            | -    | 46'      |
| 11-05-2012 | Триполі                       | Ліван             | 1 – 4                   | Єгипет               | товариський матч                            | -    |          |
| 20-05-2012 | Омдурман                      | Єгипет            | 2 – 1                   | Камерун              | товариський матч                            | -    |          |
| 22-05-2012 | Омдурман                      | Єгипет            | 3 – 0                   | Того                 | товариський матч                            | -    | 46'      |
| 01-06-2012 | Александрія                   | Єгипет            | 2 – 0                   | Мозамбік             | Відбір до ЧС 2014                           | -    |          |
| 10-06-2012 | Конакрі                       | Гвінея            | 2 – 3                   | Єгипет               | Відбір до ЧС 2014                           | -    |          |
| 15-06-2012 | Александрія                   | Єгипет            | 2 – 3                   | ЦАР                  | Відбір до Кубка африканських націй 2013     | -    |          |
| 30-06-2012 | Бангі                         | ЦАР               | 1 – 1                   | Єгипет               | Відбір до Кубка африканських націй 2013     | -    |          |
| 12-10-2012 | Дубай (місто)                 | Єгипет            | 3 – 0                   | Республіка Конго     | товариський матч                            | -    |          |
| 16-10-2012 | Абу-Дабі                      | Єгипет            | 0 – 1                   | Туніс                | товариський матч                            | -    | 54'      |
| 14-11-2012 | Тбілісі                       | Грузія            | 0 – 0                   | Єгипет               | товариський матч                            | -    |          |
| 04-06-2013 | Каїр                          | Єгипет            | 1 – 1                   | Ботсвана             | товариський матч                            | 1    |          |
| 09-06-2013 | Хараре                        | Зімбабве          | 2 – 4                   | Єгипет               | Відбір до ЧС 2014                           | -    |          |
| 16-06-2013 | Мапуту                        | Мозамбік          | 0 – 1                   | Єгипет               | Відбір до ЧС 2014                           | -    |          |
| 14-08-2013 | Червоне Море (губернаторство) | Єгипет            | 3 – 0                   | Уганда               | товариський матч                            | -    | 46'      |
| 26-03-2015 | Каїр                          | Єгипет            | 2 – 0                   | Екваторіальна Гвінея | товариський матч                            | -    | 46' 57'  |
| 08-06-2015 | Александрія                   | Єгипет            | 2 – 1                   | Малаві               | товариський матч                            | -    |          |
| 14-06-2015 | Александрія                   | Єгипет            | 3 – 0                   | Танзанія             | Відбір до Кубка африканських націй 2017     | -    |          |
| 06-09-2015 | Нджамена                      | Чад               | 1 – 5                   | Єгипет               | Відбір до Кубка африканських націй 2017     | -    |          |
| 11-10-2015 | Абу-Дабі                      | Єгипет            | 3 – 0                   | Замбія               | товариський матч                            | -    |          |
| 14-11-2015 | Нджамена                      | Чад               | 1 – 0                   | Єгипет               | Відбір до ЧС 2018                           | -    | кап.     |
| 17-11-2015 | Александрія                   | Єгипет            | 4 – 0                   | Чад                  | Відбір до ЧС 2018                           | -    |          |
| 29-01-2016 | Асуан                         | Єгипет            | 2 – 0                   | Лівія                | товариський матч                            | -    | 79'      |
| 27-02-2016 | Александрія                   | Єгипет            | 2 – 0                   | Буркіна-Фасо         | товариський матч                            | -    |          |
| 25-03-2016 | Кадуна                        | Нігерія           | 1 – 1                   | Єгипет               | Відбір до Кубка африканських націй 2017     | -    |          |
| 29-03-2016 | Александрія                   | Єгипет            | 1 – 0                   | Нігерія              | Відбір до Кубка африканських націй 2017     | -    |          |
| 13-11-2016 | Александрія                   | Єгипет            | 2 – 0                   | Гана                 | Відбір до ЧС 2018                           | -    |          |
| 17-01-2017 | Порт-Жантіль                  | Малі              | 0 – 0                   | Єгипет               | Кубок африканських націй 2017 - 1-й етап    | -    |          |
| 21-01-2017 | Порт-Жантіль                  | Єгипет            | 1 – 0                   | Уганда               | Кубок африканських націй 2017 - 1-й етап    | -    |          |
| 25-01-2017 | Порт-Жантіль                  | Єгипет            | 1 – 0                   | Гана                 | Кубок африканських націй 2017 - 1-й етап    | -    |          |
| 29-01-2017 | Порт-Жантіль                  | Єгипет            | 1 – 0                   | Марокко              | Кубок африканських націй 2017 - чвертьфінал | -    |          |
| 01-02-2017 | Лібревіль                     | Буркіна-Фасо      | 1 – 1 д.ч. (3 – 4 п.п.) | Єгипет               | Кубок африканських націй 2017 - півфінал    | -    |          |
| 05-02-2017 | Лібревіль                     | Єгипет            | 1 – 2                   | Камерун              | Кубок африканських націй 2017 - Фінал       | -    |          |
| 28-03-2017 | Александрія                   | Єгипет            | 3 – 0                   | Того                 | товариський матч                            | -    |          |
| 11-06-2017 | Радес                         | Туніс             | 1 – 0                   | Єгипет               | Відбір до Кубка африканських націй 2019     | -    | 75'      |
| 31-08-2017 | Кампала                       | Уганда            | 1 – 0                   | Єгипет               | Відбір до ЧС 2018                           | -    |          |
| 05-09-2017 | Александрія                   | Єгипет            | 1 – 0                   | Уганда               | Відбір до ЧС 2018                           | -    |          |
| 08-10-2017 | Александрія                   | Єгипет            | 2 – 1                   | Республіка Конго     | Відбір до ЧС 2018                           | -    |          |
| 23-03-2018 | Цюрих                         | Португалія        | 2 – 1                   | Єгипет               | товариський матч                            | -    |          |
| 01-06-2018 | Бергамо                       | Єгипет            | 0 – 0                   | Колумбія             | товариський матч                            | -    |          |
| 06-06-2018 | Брюссель                      | Бельгія           | 3 – 0                   | Єгипет               | товариський матч                            | -    |          |
| 15-06-2018 | Єкатеринбург                  | Єгипет            | 0 – 1                   | Уругвай              | ЧС 2018 - 1-й етап                          | -    | 90+6'    |
| 19-6-2018  | Санкт-Петербург               | Росія             | 3 – 1                   | Єгипет               | ЧС 2018 - 1-й етап                          | -    |          |
| 25-6-2018  | Волгоград                     | Саудівська Аравія | 2 – 1                   | Єгипет               | ЧС 2018 - 1-й етап                          | -    |          |
| 8-9-2018   | Александрія                   | Єгипет            | 6 – 0                   | Нігер                | Відбір до Кубка африканських націй 2019     | -    | 77'      |
| 16-10-2018 | Манзіні                       | Есватіні          | 0 – 2                   | Єгипет               | Відбір до Кубка африканських націй 2019     | 1    |          |
| 16-11-2018 | Александрія                   | Єгипет            | 3 – 2                   | Туніс                | Відбір до Кубка африканських націй 2019     | -    |          |
| Усього     |                               | Матчів            | 51                      |                      | Голів                                       | 2    |          |

## Досягнення
- Чемпіон Єгипту: 2015/16, 2016/17
- Володар Суперкубка Єгипту: 2015
- Володар Суперкубка Саудівської Аравії: 2022
- Чемпіон Саудівської Аравії: 2022/23

Збірні
- Срібний призер Кубка африканських націй: 2017, 2021

### Індивідуальні
- У символічній збірній Кубка африканських націй: 2017[19]